# 中村雅哉
中村 雅哉（なかむら まさや、1925年12月24日 - 2017年1月22日）は、日本の実業家。バンダイナムコエンターテインメント創業者。東京都出身。

## 来歴
1948年、横浜工業専門学校（現横浜国立大学理工学部）造船科卒業。家業は東京・神田の銃砲店であったが、銃刀法による規制が強いという業界に折り合いを付けられず、1955年に有限会社中村製作所を設立。横浜の松屋デパート（後に横浜松坂屋本店）屋上に事務所を構え、デパートの屋上遊園用遊具製造・管理を手がける。
1971年より中村製作所の英語名（NAkamura Manufacturing COmpany）の略称である「namco」ブランドの使用を開始、1977年には社名をナムコへ改める。
1974年にアタリジャパン（旧社）を買収しアーケードゲーム事業に進出、1980年にリリースした『パックマン』が世界的大ヒットを記録。日本アミューズメントマシン協会（JAMMA）会長（後に名誉会長、最高顧問）等を歴任する。
1990年、社長職を専務の真鍋正（2021年ノーベル物理学賞受賞者真鍋淑郎の従兄）に譲り会長へ就任するが、1992年に真鍋が健康上の問題から社長を退任。再度、社長職に就き2002年まで務めた。
1999年4月1日、財団法人マルチメディアコンテンツ振興協会 (MMCA) 会長に就任。2001年に新映像産業推進センターと合併しデジタルコンテンツ協会（DCAJ）に改称した際も会長職に留まり、2006年3月まで務めた。
また、映画に対する関心も深く、1993年に会社更生法を適用した日活を買収（2005年にインデックス・ホールディングスへ売却）し、1996年には自ら社長に就任している他、2000年には東京芸術大学と慶應義塾大学へ「映画産業を担う人材育成に役立てて欲しい」として私費から総額4億円を寄付している。また、市川崑監督による映画『どら平太』（2000年製作。役所広司主演）など数々の映画作品の製作総指揮を務めた。
2005年9月、バンダイナムコホールディングス最高顧問就任。
2006年6月、バンダイナムコゲームス（現・バンダイナムコエンターテインメント）名誉相談役就任。
2007年、旭日小綬章受章。
2010年8月8日、「国際ビデオゲームの殿堂」（IVGHOF）に基礎を作った先駆者5名の内の一人として、「パックマン」とともに選出される。
2017年1月22日未明に死去した事が同年1月30日に公表された。死因などは公表されず、後日お別れの会が開かれた。91歳没。叙従五位。
東京都大田区の寺院にある墓標には 「Masaya Nakamura Father of PACMAN」と記載された中村製作所時代のロゴに乗ったパックマンの絵が刻まれている。

## ゲームキャラクター
- ファミスタシリーズではMSX2版（1988年）で、当時のナムコ社員・役員とおぼしき選手で構成される「ナムコットシャインズ」の4番打者「なかむら」として登場。『スーパーファミスタ2』ではナムコスターズ監督「まさやん」として登場し、以後も複数のタイトルにおいて「まさやん」ないし「中村」「マサヤ」の名前で監督として登場している。
- 『独眼竜政宗』（ファミリーコンピュータ・1988年）では激闘の章・35歳春のターンにランダムで登場し、その次の合戦で伊達軍が無敵になる。

## 映画作品
「製作総指揮」でクレジットされることが多い。
- 未来忍者 慶雲機忍外伝（1988年）
- カブキマン（1991年）
- 皆月（1999年）
- カリスマ（1999年）
- ガンドレス（1999年）
- どら平太（2000年）
- 助太刀屋助六（2002年）
- AIKI（2002年）
- ゼビウス（2002年）
- 精霊流し（2003年）

## 企業再建
本業と別に倒産した企業の再建も実施。
- ヘリオス テクノ ホールディング
- 日活

## 受賞歴
- 藍綬褒章（1986年）
- 旭日小綬章（2007年）
- 従五位（2017年）